# 渣華士書院
渣華士書院（英語：Jarvis Collegiate Institute）是加拿大安大略省多倫多的一所中學，以其所在的渣華士街命名。該校現屬多倫多公校教育局管轄，1998年之前則屬多倫多教育局（Toronto Board of Education）。
該校設立於1807年，是安大略省最古老的現存中學。此前公元1792年建校的京士頓書院曾為該市最古老的中學，但於2020年閉校。

## 外部連結
- Official site
- Jarvis Archives and Museum （页面存档备份，存于）
- Ontario Plaques - Jarvis Collegiate Institute